# Bungie
Bungie, Inc. (читается Ба́нджи) — американская дочерняя компания Sony Interactive Entertainment, занимающаяся разработкой компьютерных игр. Студия основана в мае 1991 года под названием Bungie Software Products Corporation двумя студентами Чикагского университета Алексом Серопяном и Джейсоном Джонсом. Первоначально базировавшаяся в Чикаго, компания сосредотачивалась в основном на разработке игр для компьютеров Macintosh и в первые 9 лет своего существования создала две успешные серии игр — Marathon и Myth, в то время как компания Bungie West — подразделение Bungie на Западном побережье США — занималась разработкой игры Oni для PC и консолей.
В 2000 году Bungie была приобретена компанией Microsoft, а находившийся на тот момент в разработке проект Halo: Combat Evolved был переориентирован на готовящуюся к выпуску консоль Microsoft — Xbox. Игра вошла в стартовый игровой пакет консоли, а впоследствии стала так называемым «убойным приложением» платформы Xbox, разойдясь миллионными тиражами и принеся миллиардные прибыли. На протяжении нескольких лет Bungie выпускала игры серии Halo, но 5 октября 2007 года объявила о своей независимости от Microsoft, став частной компанией Bungie (LLC); при этом права на Halo остались за Microsoft. Взамен Bungie подписала в 2010 году договор с другой компанией по изданию игр — Activision, разработав и выпустив многопользовательские игры Destiny (2014) и Destiny 2 (2017). В 2019 году Bungie объявила об окончании договора с Activision, выразив намерение выпускать дальнейшие игры серии Destiny самостоятельно.
31 января 2022 года Sony Interactive Entertainment объявила о покупке Bungie за 3,6 миллиарда долларов.

## История

### Создание (1990—1993)
Компания Bungie официально основана в мае 1991 года Алексом Серопяном и Джейсоном Джонсом. Название студии «Bungie» — предмет для споров и разногласий. Многие из сотрудников компании считают, что информация о происхождении названия строго засекречена. Хотя в бонусном диске, который можно найти в Halo 3 Legendery Edition, утверждается, что название студии — это что-то связанное с «грязной шуткой», то же самое представители компании отвечали и раньше, когда им задавали вопросы, связанные с другими секретами студии. По данным «Marathon Scrapbook» основатель компании Алекс Серопян «очень много думал, как назвать свою компанию, в итоге он остановил свой выбор на „Bungie“, потому что это „звучало забавно“».
Первая игра студии называлась Gnop! (Слово Pong наоборот) и распространялась бесплатно. Команда разрабатывала свои игры для платформы Macintosh, так как Джейсон Джонс вырос на этой платформе и хорошо с нею был знаком. После Gnop! Bungie занялась разработкой Operation Desert Storm, который разошёлся тиражом 2500 копий, а в 1992 году вышла компьютерная ролевая игра Minotaur: The Labyrinths of Crete с таким же тиражом.
Затем Bungie начала разработку Pathways into Darkness, которая вышла в 1993 году. Pathways была разработана двумя людьми: Джейсоном Джонсом и его другом Колином Брендтом. Игра стала хитом, и привлекла к компании внимание и деньги. Вскоре Bungie переехала в свою первую студию.

### Marathon, Myth и Oni (1994—2001)
Следующий проект Bungie начинался как сиквел Pathway into Darkness, но он походу разработки превратился в футуристический шутер от первого лица, названный Marathon. Первая игра имела успех и было решено сделать продолжение, Marathon 2: Durandal, который позже стал первой игрой, разработанной Bungie для Windows 95. В серии впервые появились некоторые элементы, в том числе кооперативный режим, которые перешли в следующие игры студии.
Благодаря успеху Bungie возникло большое сообщество разработчиков, а также недолго просуществовавшие издание, распространявшееся через BBS. После успеха Marathon, студия выпустила серию игр Myth. В этих играх делался упор на управление тактическими единицами, в противовес модели сбору ресурсов в других боевых стратегиях. Вместе с Myth поставлялись редакторы, позволяющие игрокам создавать собственные модификации игры. Игры Myth получили несколько наград и породило огромное и активное игровое сообщество. Myth: The Fallen Lords была первой игрой компании, которая была выпущена одновременно для Mac и Windows.
В 1997 году Bungie в штате Калифорния основала Bungie West, свою вторую студию. Первая и единственная игра, разработанная в Bungie West, — Oni для платформ Mac, ПК и PlayStation 2.

### Haloи покупка компанией Microsoft (2001—2007)
В 1999 году Bungie анонсировала свой следующий проект, Halo, шутер от первого лица для Windows и Macintosh. Первое публичное представление игры было на Macworld Expo 1999, игру анонсировал Стив Джобс (после закрытой демонстрации на E3 в 1999 году).
Летом 2000 года компания Bungie была приобретена компанией Microsoft за сумму, которая оценивалась на тот момент приблизительно от 20 до 40 миллионов долларов США. Bungie стала независимой студией в составе Microsoft Game Studios. Большая часть сотрудников, около 50 человек, продолжили работу в Редмонде. Права на Myth перешли к Take Two.
В период с 2001 по 2007 год Bungie выпустила эксклюзивно для консолей Xbox три игры по франшизе Halo, было продано свыше 18 миллионов экземпляров игр.

### Независимая студия (2007—2022)
1 октября 2007 года был опубликован совместный пресс-релиз Microsoft и Bungie о том, что студия отделяется от материнской компании и формирует компанию с ограниченной ответственностью Bungie, LLC. По условиям сделки, Microsoft оставляла за собой небольшую часть в доле владения компанией и продолжает участвовать в издательстве и продвижению текущих и будущих игр серии Halo. Права интеллектуальной собственности на серию Halo остались за Microsoft. Bungie продолжала работать над этой серией, разработав и выпустив игры Halo 3: ODST (2009) и Halo: Reach (2010). Эти две игры были разработаны разными командами внутри студии; первая из них первоначально работала над эпизодической игрой Halo: Chronicles, в создании которой должен был принимать участие кинорежиссёр Питер Джексон, но после отмены этого проекта в краткие сроки — 14 месяцев — разработала другую игру, Halo 3: ODST.
29 апреля 2010 года Bungie подписала 10-летний контракт с Activision на издательство игр студии. Этот контракт позволил Bungie прекратить сотрудничество с Microsoft и начать работу над новой игрой, которая, в отличие от серии Halo, принадлежала бы как объект интеллектуальной собственности самой Bungie, а не кому-то другому. Эта игра, во времена разработки носившая название Project Tiger, в конечном счете получила название Destiny. Разработка Destiny началась приблизительно в 2009 году; концепция игры менялась — на разных этапах разработки она представляла собой то фэнтезийную RPG, то шутер от третьего лица, но постепенно превратилась в многопользовательский шутер от первого лица в духе научного фэнтези.
В соответствии со сделкой с Activision, Bungie должна была разработать четыре игры во вселенной Destiny, причем первые две из них должны были стать эксклюзивами игровых приставок от Microsoft (Xbox 360 и Xbox One), а следующие две выйти и на приставках от Sony. Bungie должна была получать роялти в размере 25-30 % от операционной прибыли игр и также дополнительные бонусы, если играм удалось бы добиться определённых показателей — например, средней оценки 90/100 на агрегаторе рецензий Gamerankings. Activision со своей стороны выразила намерение вложить в медифраншизу Destiny — включая и разработку, и рекламу игр — беспрецедентную для индустрии компьютерных игр сумму в 500 миллионов долларов США.
11 января 2019 года Bungie объявила о завершении сотрудничества с Activision. Согласно достигнутому соглашению, студия сохранила контроль над Destiny 2, и в течение последующих двух лет мигрировала пользовательскую базу с Battle.net в Steam, а также выпустила несколько крупных обновлений.

### Покупка компанией Sony Interactive Entertainment (2022)
31 января 2022 года Sony Interactive Entertainment объявила о покупке Bungie за 3,6 миллиарда долларов. После завершения сделки Bungie останется мультиплатформенной студией, которая сможет «самостоятельно издавать игры и привлекать игроков, где бы они ни решили играть».
В августе 2025 года, в секции вопросов и ответов, финансовый директор Sony Лин Тао объявила о том, что над Bungie усиливается контроль, а студия «постепенно становится частью PlayStation Studios», утратив первоначальную независимость.

## Игры Bungie
| Название                          | Год  | Платформа(-ы) | Издатель                      |
| --------------------------------- | ---- | --- | ----------------------------- |
| Operation: Desert Storm           | 1991 | ПК (Mac OS) | Bungie                        |
| Minotaur: The Labyrinths of Crete | 1992 | ПК (Mac OS) | Bungie                        |
| Pathways into Darkness            | 1993 | ПК (Mac OS, macOS) | Bungie                        |
| Marathon                          | 1994 | ПК (Mac OS, macOS, Windows, Linux), Apple Pippin, iOS                                                                                | Bungie                        |
| Marathon 2: Durandal              | 1995 | ПК (Mac OS, Windows), Apple Pippin                                                                                                   | Bungie                        |
| Marathon Infinity                 | 1996 | ПК (Mac OS) | Bungie                        |
| Myth: The Fallen Lords            | 1997 | ПК (Mac OS, Windows) | Bungie                        |
| Myth II: Soulblighter             | 1998 | ПК (Mac OS, Windows) | Bungie                        |
| Oni                               | 2001 | ПК (Windows) | Gathering of Developers       |
| Halo: Combat Evolved              | 2001 | Xbox Версия для Windows была разработана студией Gearbox Software, версия для macOS — Westlake Interactive                           | Microsoft Studios             |
| Halo 2                            | 2004 | XboxВерсия для Windows была разработана студией Hired Gun; в 2020 году была выпущена обновленная версия, разработанная Splash Damage | Microsoft Studios             |
| Halo 3                            | 2007 | Xbox 360 Версии для Windows были разработаны Splash Damage в 2020 году                                                               | Microsoft Studios             |
| Halo 3: ODST                      | 2009 | Xbox 360 Версии для Windows были разработаны Splash Damage в 2020 году                                                               | Microsoft Studios             |
| Halo: Reach                       | 2010 | Xbox 360 Версии для Windows были разработаны Splash Damage в 2020 году                                                               | Microsoft Studios             |
| Destiny                           | 2014 | Xbox 360, Xbox One, PlayStation 3, PlayStation 4                                                                                     | Activision (2014—2019) Bungie |
| Destiny 2                         | 2017 | Xbox One, Xbox Series X/S, PlayStation 4, PlayStation 5, ПК (Windows)                                                                | Activision (2014—2019) Bungie |
| Marathon                          | TBA  | Xbox Series X/S, PlayStation 5, ПК (Windows)                                                                                         | Bungie                        |
| Matter                            | TBA  | TBA | Bungie                        |

### Дополнения для игр, разработанных Bungie
| Название игры | Название дополнения | Год  | Платформы                                                             | Издатель                      |
| ------------- | ------------------- | ---- | --------------------------------------------------------------------- | ----------------------------- |
| Destiny       | The Dark Below      | 2014 | PlayStation 3, PlayStation 4, Xbox 360, Xbox One                      | Activision (2014—2019) Bungie |
| Destiny       | House of Wolves     | 2015 | PlayStation 3, PlayStation 4, Xbox 360, Xbox One                      | Activision (2014—2019) Bungie |
| Destiny       | The Taken King      | 2015 | PlayStation 3, PlayStation 4, Xbox 360, Xbox One                      | Activision (2014—2019) Bungie |
| Destiny       | Rise of Iron        | 2016 | PlayStation 4, Xbox One                                               | Activision (2014—2019) Bungie |
| Destiny 2     | Curse of Osiris     | 2017 | PlayStation 4, PlayStation 5, Xbox One, Xbox Series X/S, ПК (Windows) | Activision (2014—2019) Bungie |
| Destiny 2     | Warmind             | 2018 | PlayStation 4, PlayStation 5, Xbox One, Xbox Series X/S, ПК (Windows) | Activision (2014—2019) Bungie |
| Destiny 2     | Forsaken            | 2018 | PlayStation 4, PlayStation 5, Xbox One, Xbox Series X/S, ПК (Windows) | Activision (2014—2019) Bungie |
| Destiny 2     | Shadowkeep          | 2019 | PlayStation 4, PlayStation 5, Xbox One, Xbox Series X/S, ПК (Windows) | Activision (2014—2019) Bungie |
| Destiny 2     | Beyond Light        | 2020 | PlayStation 4, PlayStation 5, Xbox One, Xbox Series X/S, ПК (Windows) | Activision (2014—2019) Bungie |
| Destiny 2     | The Witch Queen     | 2022 | PlayStation 4, PlayStation 5, Xbox One, Xbox Series X/S, ПК (Windows) | Activision (2014—2019) Bungie |
| Destiny 2     | Lightfall           | 2023 | PlayStation 4, PlayStation 5, Xbox One, Xbox Series X/S, ПК (Windows) | Activision (2014—2019) Bungie |
| Destiny 2     | The Final Shape     | 2024 | PlayStation 4, PlayStation 5, Xbox One, Xbox Series X/S, ПК (Windows) | Activision (2014—2019) Bungie |